# ووروبیوو (استان بلگورود)
ووروبیوو (انگلیسی: Vorobyovo, Belgorod Oblast) یک شهرک در بخش آلکسیفسکی استان بلگورود کشور روسیه است.